# فرنسوا موريل
فرنسوا موريل (بالفرنسية: François Morel)‏ هو كاتب سيناريو وممثل فرنسي، ولد في 10 يونيو 1959 في فرنسا.

## وصلات خارجية
- فرنسوا موريل على موقع IMDb (الإنجليزية)
- فرنسوا موريل على موقع روتن توميتوز (الإنجليزية)
- فرنسوا موريل على موقع ألو سيني (الفرنسية)
- فرنسوا موريل على موقع ميوزك برينز (الإنجليزية)
- فرنسوا موريل على موقع أول موفي (الإنجليزية)
- فرنسوا موريل على موقع قاعدة بيانات الأفلام السويدية (السويدية)
- فرنسوا موريل على موقع ديسكوغز (الإنجليزية)
- فرنسوا موريل على موقع قاعدة بيانات الفيلم (الإنجليزية)
- فرنسوا موريل على موقع كينوبويسك (الروسية)